# دیداکه

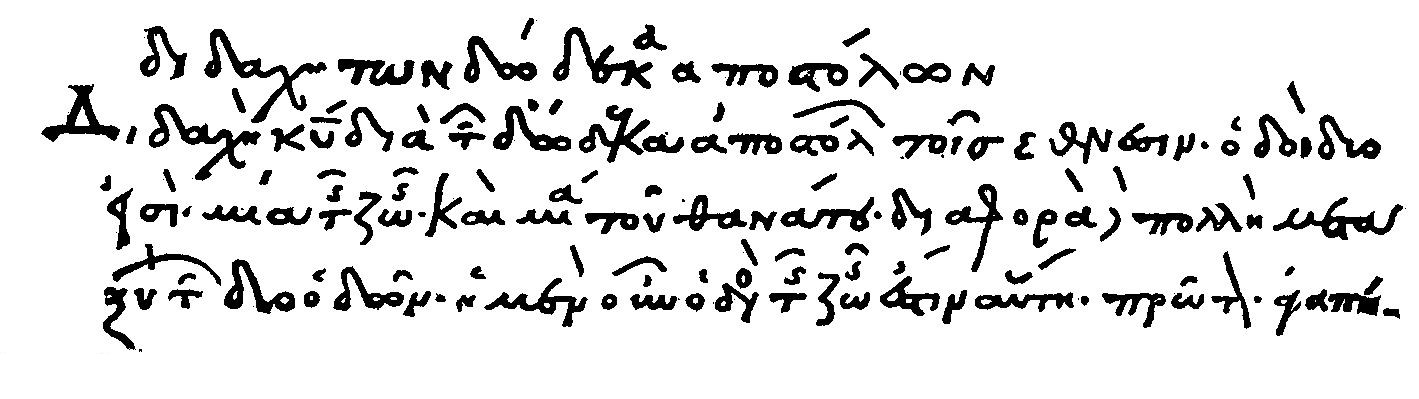
عنوان رساله دیداکه در خود کتاب. ۱۸۷۳.

دیداکه (تلفظ درست‌تر یونانی دیداخه: Διδαχή) یا آموزه دوازده پیام‌آور، از رساله‌های اولیه و کوتاه مسیحی است که بیشتر پژوهندگان، آن را متعلق به اواخر سده یکم یا اوایل سده دوم میلادی می‌دانند. دیداکه قدیمی‌ترین دستورالعمل موجود در مورد انضباط کلیسایی است که برای مسیحیان نوکیش نگارش شده‌است. این کتابچه که محتوای آن را به پدران پیام‌آور (آباء رسول) مسیح نسبت می‌دهند توسط مؤلفی ناشناس در سوریه و به زبان یونانی نوشته شده‌است. واژه یونانی دیداخه به معنای «آموزه» است.
متن دیداکه که بخشی از آن قدیمی‌ترین کتابچه راهنمای تعلیمات دینی مسیحیت را تشکیل می‌دهد از سه بخش تشکیل شده‌است. این سه بخش به موضوعات اخلاق مسیحی، آیین‌هایی مانند غسل تعمید و عشای ربانی، و سازمان‌دهی کلیسا می‌پردازند. دیداکه از نمونه‌های آغازین متون معروف به دستورنامه‌های کهن کلیسا به‌شمار می‌آید.
در اواخر سدهٔ چهارم میلادی که کتب قانونی عهد جدید تدوین می‌شد، کتاب دیداکه نیز برای قرارگیری در فهرست این کتب پیشنهاد شد و اما به این دلیل که نویسندهٔ آن از زمرهٔ پیام‌آوران تراز اول نبوده، این پیشنهاد پذیرفته نشد.
متن دیداکه که از دست رفته بود در سال ۱۸۷۳ توسط اسقف اعظم، فیلوتئوس برینیوس در کتابخانه ارتدوکس شرقی اورشلیم در میان مجموعه‌ای به نام دفترنامه اورشلیم Codex Hierosolymitanus پیدا شد.